# 예루살렘 시나고그

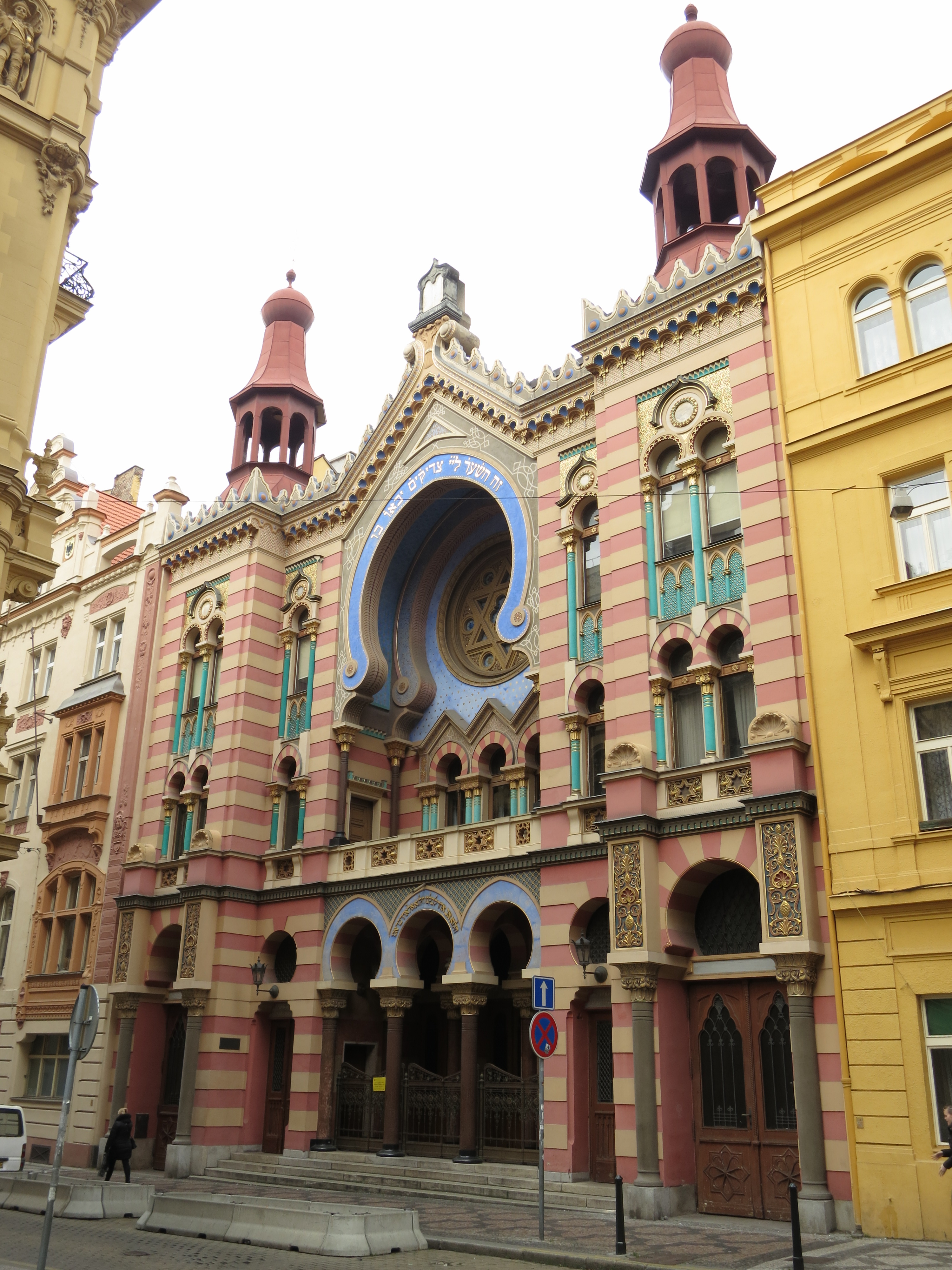
예루살렘 시나고그

예루살렘 시나고그(체코어: Jeruzalémská synagoga) 또는 주빌리 시나고그(체코어: Jubilejní synagoga)는 체코 프라하에 있는 정통파 유대교 시나고그다. 프라하에서 가장 큰 시나고그다.